# Gigi (1958)
Gigi is een met negen Oscars beloonde Amerikaanse film uit 1958 van regisseur Vincente Minnelli. Het verhaal is gebaseerd op het gelijknamige boek van Colette.

## Verhaal
De rijke playboy Gaston (Louis Jourdan) raakt bevriend met de vroegere minnares (Hermione Gingold) van zijn oom (Maurice Chevalier) en haar wilde jongensachtige kleindochter Gigi (Leslie Caron). Wanneer Gigi langzaam een vrouw wordt moedigen haar grootmoeder en diens zuster haar aan om het aan te leggen met Gaston. Wat begint als een rationele overweging, mondt uit in liefde.

## Rolverdeling
| Acteur            | Personage        |
| ----------------- | ---------------- |
| Leslie Caron      | Gigi             |
| Louis Jourdan     | Gaston Lachaille |
| Hermione Gingold  | Madame Alvarez   |
| Maurice Chevalier | Honoré Lachaille |
| Eva Gabor         | Liane d'Exelmans |
| Jacques Bergerac  | Sandomir         |
| Isabel Jeans      | Tante Alicia     |
| John Abbott       | Manuel           |

## Prijzen
Onder meer:
- Academy Award voor Beste Film
- Academy Award voor Beste Regisseur
- Academy Award voor Beste Camerawerk
- Academy Award voor Beste Montage
- Academy Award voor Beste Bewerkte Scenario
- Academy Award voor Beste Art Direction
- Academy Award voor Beste Kostuumontwerp
- Academy Award voor Beste Originele Nummer
- Academy Award voor Beste Originele Muziek
- Golden Globe voor beste film - musical of komedie
- Golden Globe - Beste regisseur
- Golden Globe - Beste Vrouwelijke bijrol

## Dvd
Gigi kwam op 2 mei 2000 in de Verenigde Staten op dvd uit.